# Pedro de Velarde y Villa
Pedro de Velarde y Villa (Santillana del Mar, ? – ¿Madrid?, 4 de julio de 1582) fue un eclesiástico y letrado español que ocupó el puesto de comisario general de Cruzada.

## Biografía
De familia hidalga, hijo de Rodrigo Fernández Velarde y de María Fernández de Villa, ambos naturales de Santillana del Mar. Canónigo de la catedral de Toledo. Inquisidor del tribunal de esa ciudad. Accedió a una plaza de miembro del consejo de la Suprema en 1572. En abril de 1576 tomó posesión como comisario general de Cruzada. Cesó de este cargo el 14 de junio de 1582. Falleció el 4 de julio de ese mismo año.